# 恋愛專科
《戀愛專科》是創作的日本漫畫。2009年開始在芳文社漫畫雜誌《Manga Time Kirara Forward》連載，2012年發表最終回。主要描述患有女性恐懼症的藪田信太進入櫻小路學園「戀愛專科」擔任班級導師後的故事。2013年發布動態漫畫。

## 登場人物
藪田信太（聲：淺沼晉太郎）
櫻小路學園「戀愛專科」班級導師。患有女性恐懼症。
櫻小路京（聲：南條愛乃）
「戀愛專科」學生。櫻小路學園理事長的孫女。
草間心（聲：日高里菜）
「戀愛專科」學生。
藤森茜（聲：豊崎愛生）
「戀愛專科」學生。高林雪緒的兒時朋友。
高林雪緒（聲：小清水亞美）
「戀愛專科」學生。藤森茜的兒時朋友。
苗木香澄（聲：小林優）
「戀愛專科」學生。對男性有恐懼感。

## 出版書籍
| 冊數 | 芳文社        | 芳文社                 |
| 冊數 | 發售日期      | ISBN                   |
| ---- | ------------- | ---------------------- |
| 1    | 2010年7月12日 | ISBN 978-4-8322-7922-3 |
| 2    | 2011年3月12日 | ISBN 978-4-8322-4001-8 |
| 3    | 2011年7月12日 | ISBN 978-4-8322-4044-5 |
| 4    | 2012年4月12日 | ISBN 978-4-8322-4137-4 |
| 5    | 2012年9月12日 | ISBN 978-4-8322-4192-3 |

## 動態漫畫
2013年發布動態漫畫。